# Casa Aero Bras
Casa Aero Bras foi um fabricante e loja tradicional de aeromodelismo da cidade de São Paulo. Fundada em 1943, foi a loja de aeromodelismo  mais emblemáticas do Brasil, tendo inspirado gerações de modelistas.

## História
O japonês Shoji Uheno estava de passagem pelo Brasil quando a Segunda Guerra começou e ele se viu obrigado a ficar por aqui. Para sobreviver, começou a fabricar brinquedos e assim nasceu a Casa Aero Brás em 17 de abril de 1943. 
A loja da Rua Major Sertório virou uma referência em plastimodelismo e aeromodelismo por quase 80 anos.

### Fechamento
No primeiro semestre de 2020, surgiram rumores de fechamento, o que se concretizou no segundo semestre de 2021. Em dezembro de 2021 a loja encontra-se fechada.

## Modelos de Aviões
O aeromodelo Paulistinha Aero Bras, é o produto mais emblemático comercializado pela aerobras em várias configurações vôo livre, u/control e por controle remoto. Este aeromodelo baseia-se no clássico avião monomotor fabricado no Brasil Paulistinha CAP-4 fabricado pela  Companhia Aeronáutica Paulista.  